# OpenNap
OpenNAP es un programa de servidores P2P y su protocolo, del mismo nombre, similar al de Napster, también centralizado pero con más funcionalidades. El software es gratuito bajo licencia GPL, y funciona bajo Unix, Linux y Windows.
Clientes OpenNAP:
- Lopster (GPL, para sistemas Unix, Gtk)
- Teknap
- Napster para BeOS
- WinMX para Windows

Fue una de las primeras alternativas tras la caída de Napster en 2001 al facilitar la rápida creación de servidores equivalentes, pero rápidamente cayó en desuso ante otras alternativas P2P. Surgieron actualizaciones fork del software servidor original, como Opennap-NG y SlavaNap, de escasa repercusión.